# سيريانيوز (موقع)
سيريا نيوز، صحيفة وموقع اعلامي سوري وهي أكثر الوسائل الاعلامية على الإنترنت انتشارا في سوريا بحسب موقع alexa.com  حيث وصل عدد زوار الموقع في عام 2009م إلى أكثر من 500 ألف زائر، وتعتمد الإنترنت كوسيط لنقل المحتوى الإعلامي لجمهور القراء. أسست في بداية العام 2005، ووصل عدد الصحفيين العاملين فيها في نهاية العام 2009م إلى أكثر من 70 صحفيا. وقع الموقع اتفاق شراكة تدريبي مع مؤسسة بي بي سي العالمية مدته سنتين خضع فيها العاملون في الموقع لاكثر من 13 دورة تدريبية وورشة عمل.

## أعمال الموقع
رئيس تحرير الصحيفة نضال معلوف، وهو حاصل على بكالوريوس في الإعلام من جامعة دمشق في العام 2006م.
عند إنشائه في عام 2004م، كان الموقع هو أول بوابة أخبار رقمية خاصة في سورية.
في عام 2008م، وقعت إدارة الموقع اتفاقية تعاون مع هيئة الإذاعة البريطانية من أجل تدريب الصحفيين فيه تحت مشروع سُميَّ «أنا أتعلم» (بالإنجليزية: iLearn)‏.

## وصلات خارجية
- موقع سيريا نيوز